# Westringieae
Westringieae Bartl., 1830 è una tribù di piante spermatofite dicotiledoni appartenenti alla famiglia delle Lamiaceae (ordine delle Lamiales), endemica dell'Australia.

## Etimologia
Il nome della tribù deriva dal suo genere tipo Westringia Sm. il cui nome è stato dato in ricordo di Johan Peter Westring (1753–1833) botanico e lichenologo in Svezia durante il regno di Carlo XIII di Svezia.
Il nome scientifico della tribù è stato definito dal botanico germanico nativo di Hannover Friedrich Gottlieb Bartling (1798-1875) nella pubblicazione "Ordines Naturales Plantarum eorumque characteres et affinitates adjecta generum enumeratione -  182" del 1830.

## Descrizione

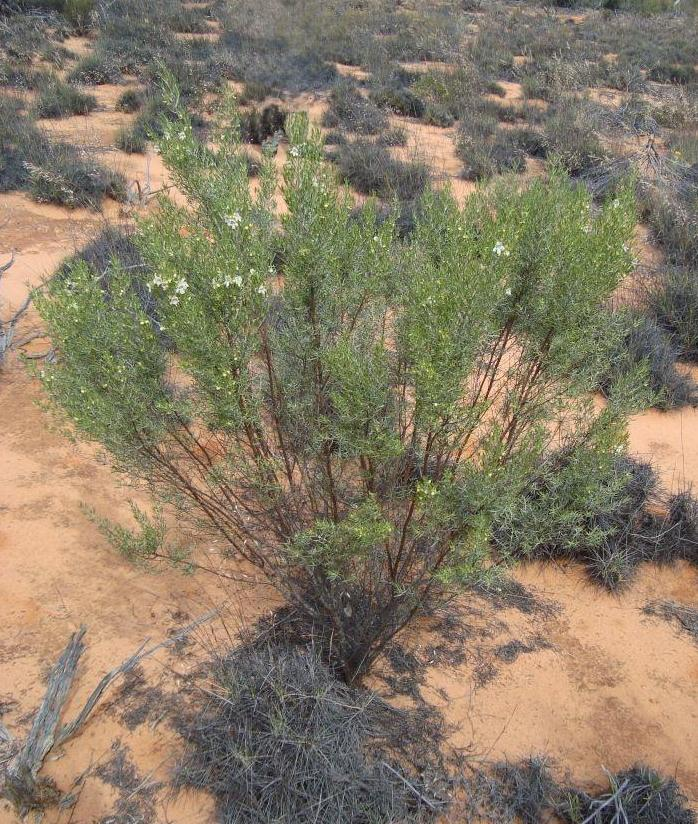
Il portamento
Prostanthera althoferi

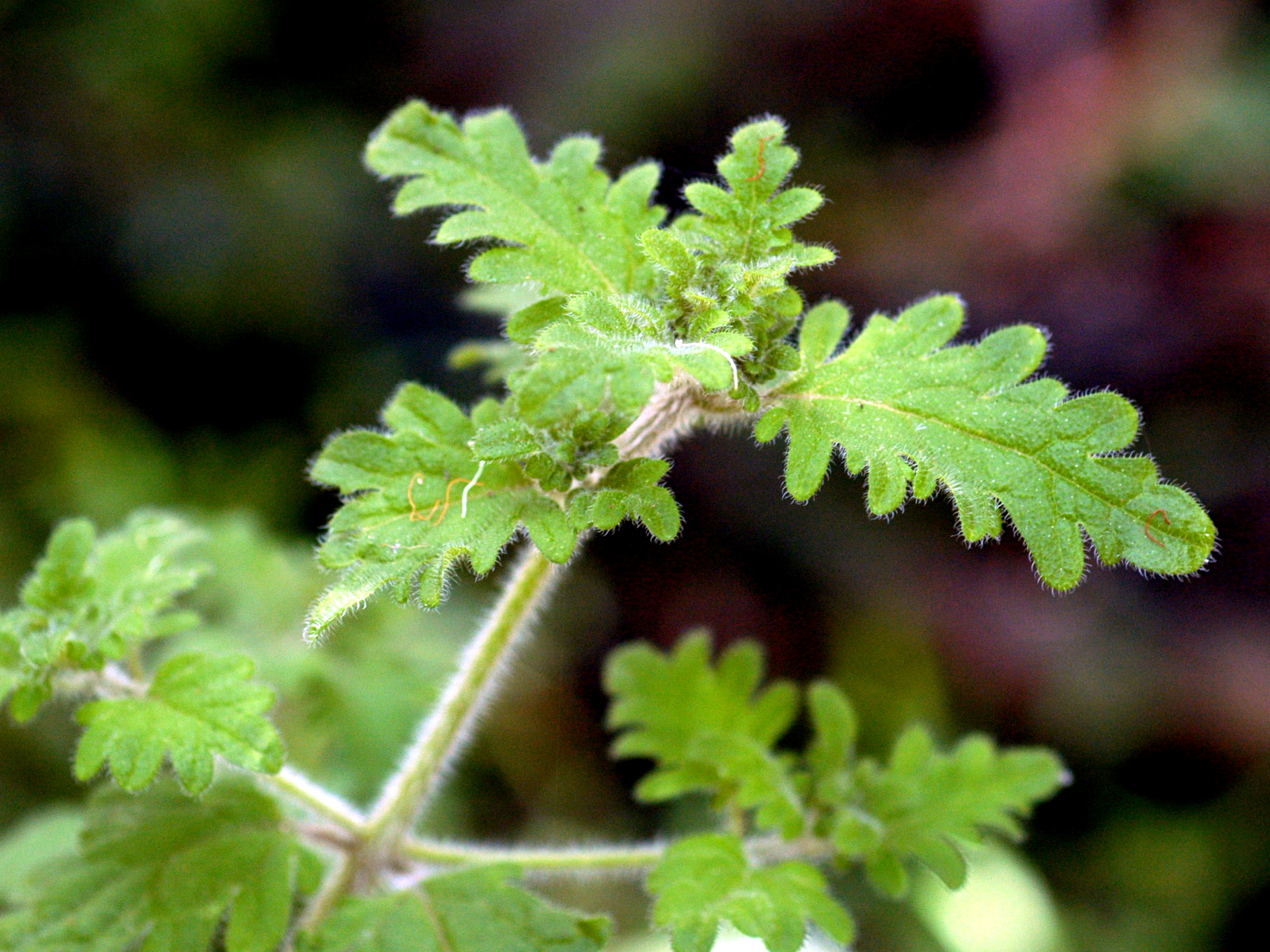
Le foglie
Prostanthera askania

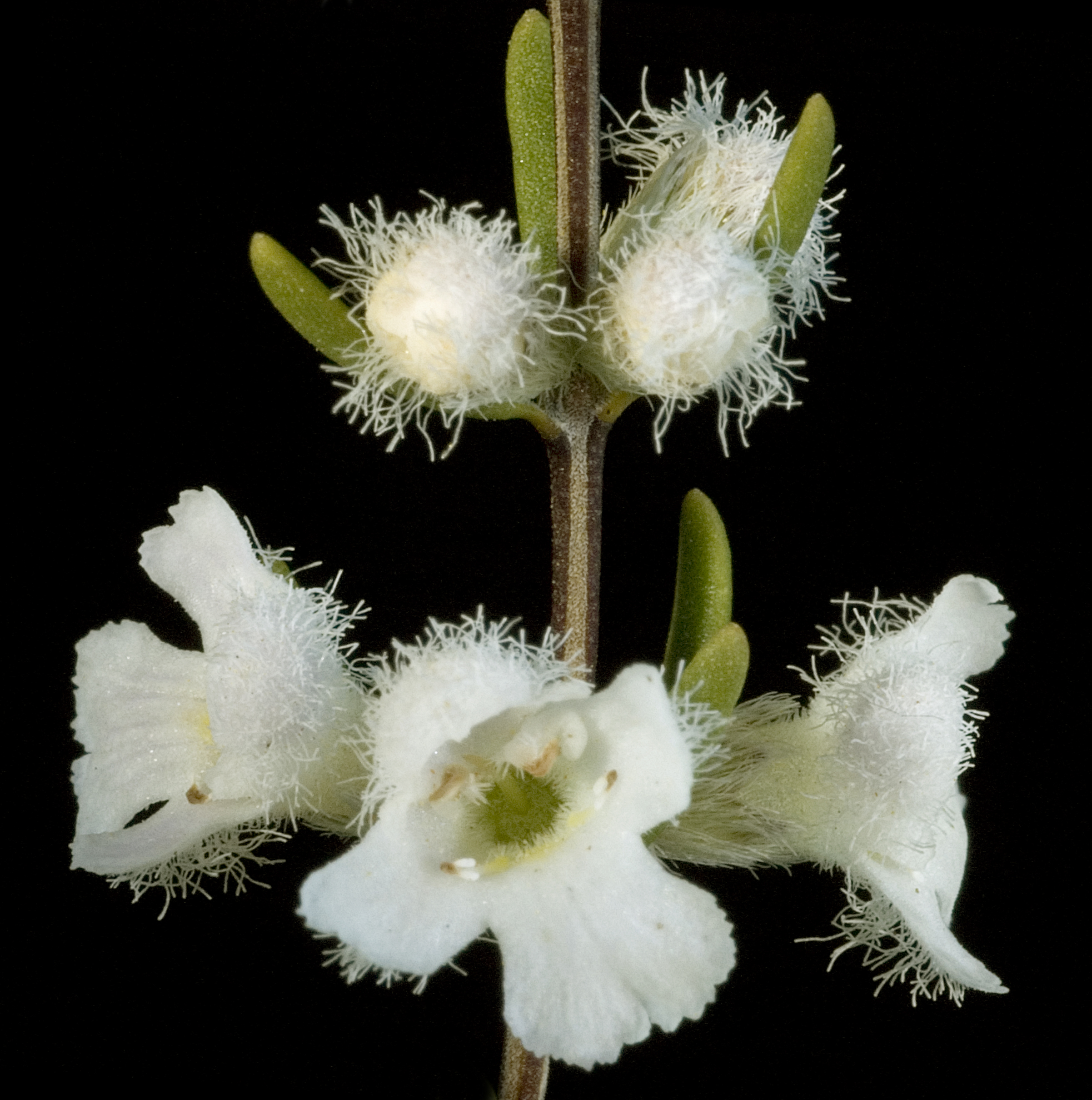
Infiorescenza
Microcorys barbata

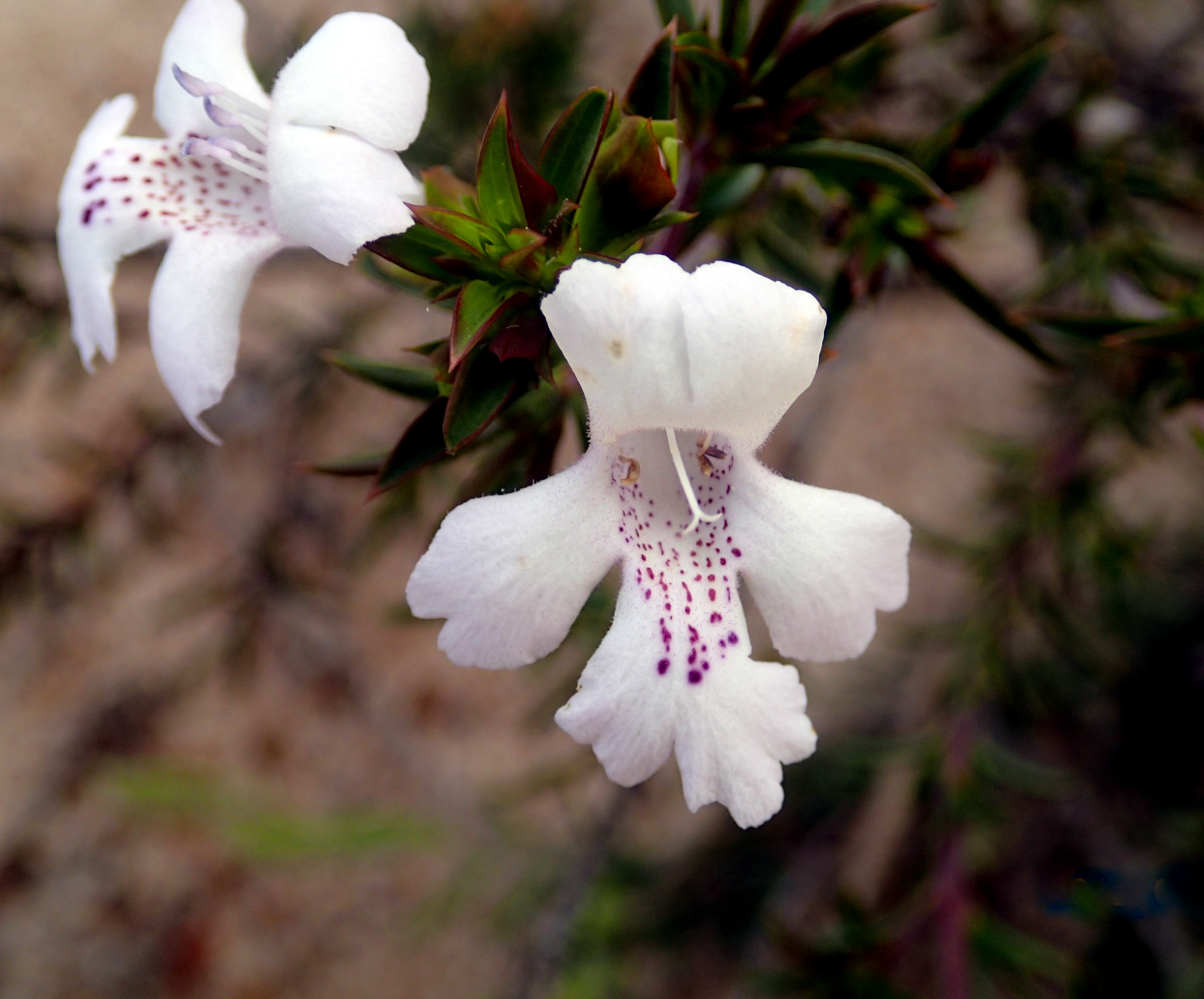
I fiori
Hemiandra leiantha

- Le specie di questa tribù hanno un portamento arbustivo (o subarbustivo), a volte anche prostrato, con cicli biologici perenni; raramente sono presenti alberi (Prostanthera). Ad eccezione Prostanthera tutte le altre piante non sono aromatiche. La sezione dei fusti in genere è arrotondata (quasi sempre alla base della pianta), ma sono presenti anche fusti con sezione quadrangolare a causa della presenza di fasci di collenchima posti nei quattro vertici (spesso nelle parti distali della pianta). L'indumento spesso è formato da peli semplici, o ghiandolari o meno spesso ramificati. L'altezza di queste piante è variabile: fino a 1,4 e 1,5 m in Hemigenia e Prostanthera.[1][6][7][8][9]
- Le foglie lungo il fusto sono disposte in modo opposto e ogni verticillo è alternato rispetto al precedente. Sono picciolate o sessili e possono formare verticilli di 3 - 6 foglie. La forma della lamina è intera con forme più o meno lineari o oblunghe o obovate o ellittiche strette; raramente può essere lobata. Spesso le foglie sono decussate e pungenti.
- Le infiorescenze sono delle cime peduncolate di tipo tirsoide, portate in vari verticilli ascellari sovrapposti lungo il fusto. Ogni verticillo è composto da alcuni fiori sessili (o brevemente pedicellati) poggianti su alcune brattee di tipo fogliaceo. Sono presenti due bratteole.
- I fiori sono ermafroditi, zigomorfi, tetrameri (4-ciclici), ossia con quattro verticilli (calice – corolla - androceo – gineceo) e pentameri (5-meri: la corolla e il calice sono a 5 parti).

- Formula fiorale. Per la famiglia di queste piante viene indicata la seguente formula fiorale:

X, K (5), [C (2+3), A 2+2] G (2), (supero), drupa, 4 nucule
- Calice: il calice è gamosepalo con base in genere da tubulosa a campanulata (o anche imbutiforme) e terminante con 5 lobi più o meno regolari (calice attinomorfo), oppure più o meno bilabiato (calice zigomorfo).

- Corolla: la corolla gamopetala è un tubo con forme da cilindriche a imbuto o campanulate terminante con 5 lobi bilabiati (corolla zigomorfa) con struttura 2/3. Il labbro posteriore è eretto, proteso in avanti, quello anteriore è usualmente patente con il lobo mediano bifido. La corolla in genere è pubescente. Il colore prevalente è bianco a volte con screziature di altri colori, ma anche malva, blu-grigio, rosso o rosa, occasionalmente gialla.

- Androceo: l'androceo possiede da due a quattro stami (didinami) fertili (se quattro, quelli anteriori possono essere ridotti a staminoidi). Gli stami sono adnati alla corolla (sono inseriti nella corolla) e sporgono dalla corolla stessa. Le antere dorsofisse hanno una-due teche; a volte una teca è sterile e simile ad un dente. Il tessuto connettivo delle antere è mancante delle appendici basali, oppure il tessuto connettivo è allargato fino all'inserzione con i filamenti. La deiscenza delle antere è longitudinale. I granuli pollinici sono del tipo tricolpato o esacolpato.

- Gineceo: l'ovario è supero formato da due carpelli saldati (ovario bicarpellare) ed è 4-loculare per la presenza di falsi setti divisori all'interno dei due carpelli. La placentazione è assile. Gli ovuli sono 4 (uno per ogni presunto loculo), hanno un tegumento e sono tenuinucellati (con la nocella, stadio primordiale dell'ovulo, ridotta a poche cellule). La forma è quadri-lobata. Lo stilo è inserito tra i lobi dell'ovario (stilopodio); lo stigma è provvisto di lobi.

- Il frutto è uno schizocarpo composto da 4 nucule o mericarpi. I frutti possono oppure no essere inclusi nel calice persistente.

## Riproduzione
- Impollinazione: l'impollinazione avviene tramite insetti tipo ditteri e imenotteri (impollinazione entomogama) o anche ornitogama (tramite uccelli).[8][9][11]
- Riproduzione: la fecondazione avviene fondamentalmente tramite l'impollinazione dei fiori (vedi sopra).
- Dispersione: i semi cadendo a terra (dopo essere stati trasportati per alcuni metri dal vento – disseminazione anemocora) sono successivamente dispersi soprattutto da insetti tipo formiche (disseminazione mirmecoria).[12] I semi hanno una appendice oleosa (elaisomi, sostanze ricche di grassi, proteine e zuccheri) che attrae le formiche durante i loro spostamenti alla ricerca di cibo.[13]

## Distribuzione e habitat
La tribù è endemica dell'Australia. L'habitat è relativo (almeno per alcuni generi) alle zone costiere dell'Australia Occidentale (tropicale nella zona costiera settentrionale e temperato a sud-ovest), del Queensland (caldo e umido), e del Nuovo Galles del Sud. (Victoria e Tasmania per Westringia).

## Tassonomia
La famiglia di appartenenza della sottotribù (Lamiaceae), molto numerosa con circa 250 generi e quasi 7000 specie, ha il principale centro di differenziazione nel bacino del Mediterraneo e sono piante per lo più xerofile (in Brasile sono presenti anche specie arboree). Per la presenza di sostanze aromatiche, molte specie di questa famiglia sono usate in cucina come condimento, in profumeria, liquoreria e farmacia. La famiglia è suddivisa in 7 sottofamiglie; la tribù Westringieae appartiene alla sottofamiglia Prostantheroideae Leurssen.

### Composizione della sottotribù
La sottotribù tradizionalmente è formata da 6 generi e 139 specie tutte endemiche dell'Australia:
- Hemiandra R. Br., 1810 (7 specie)
- Hemigenia R. Br., 1810 (40 specie)
- Microcorys R. Br., 1810 (16 specie)
- Prostanthera Labill., 1806 (45 specie)
- Westringia Sm., 1797 (30 specie)
- Wrixonia F. Muell., 1876 (Una o due specie)

Alcuni Autori descrivono all'interno di questa tribù anche il genere monotipo Eichlerago J. Carrick, 1977 (una specie: Eichlerago tysoniana Carrick inclusa altrimenti nel genere Prostanthera).

### Filogenesi
I generi di questa tribù formano un clade fortemente sostenuto (la tribù è monofiletica) con il genere Prostanthera in posizione "gruppo fratello" del resto della tribù, mentre i generi Hemigenia e Microcorys si sono dimostrati entrambi polifiletici. I caratteri che più accomunano le specie di questo gruppo sono i complessi adattamenti morfologici delle antere e dei filamenti. Anche la varietà degli insetti pronubi hanno prodotto diverse strategie di impollinazione dei fiori.

### Chiave per i generi della tribù
Per meglio comprendere ed individuare i generi della tribù, l'elenco seguente utilizza in parte il sistema delle chiavi analitiche (vengono cioè indicate solamente quelle caratteristiche utili a distingue un genere dall'altro):
- Gruppo 1A: gli stami sono 4 e sono tutti fertili;

- Gruppo 2A: le foglie e i rami sono frequentemente aromatici se schiacciati; il calice è bilabiato; le antere hanno due teche; il tessuto connettivo delle antere non si estende fino all'inserzione con i filamenti, ma spesso si presenta con una o due appendici;

- Prostanthera.

- Gruppo 2B:  le foglie e i rami non sono aromatici; il calice ha 5 lobi più o meno regolari (qualche volta è bilabiato); le antere hanno una teca; il tessuto connettivo delle antere si estende fino all'inserzione con i filamenti (mancano le appendici basali);

- Gruppo 3A: il tessuto connettivo delle antere termina con alcuni minuti lobi (teca sterile) poco visibili;

- Hemiandra.

- Gruppo 3B: il tessuto connettivo delle antere è allargato e distinto, nel paio posteriore delle antere termina con delle corte creste, in quello anteriore (antere staminali) è ridotto;

- Hemigenia.

- Gruppo 1B: gli stami fertili sono 2, gli altri sono staminoidi;

- Gruppo 4A: gli stami anteriori sono fertili, quelli posteriori sono sterili (staminoidi); le antere hanno due teche senza appendici;

- Wrixonia.

- Gruppo 4B: gli stami anteriori sono sterili (staminoidi) con il tessuto connettivo ridotto, quelli posteriori sono fertili con una teca per antera;

- Gruppo 5A: il tessuto connettivo degli stami fertili è allargato ed esteso fino all'inserzione dei filamenti;

- Microcorys.

- Gruppo 5B: il tessuto connettivo degli stami fertili è poco o nulla allargato fino all'inserzione dei filamenti;

- Westringia.

## Alcune specie

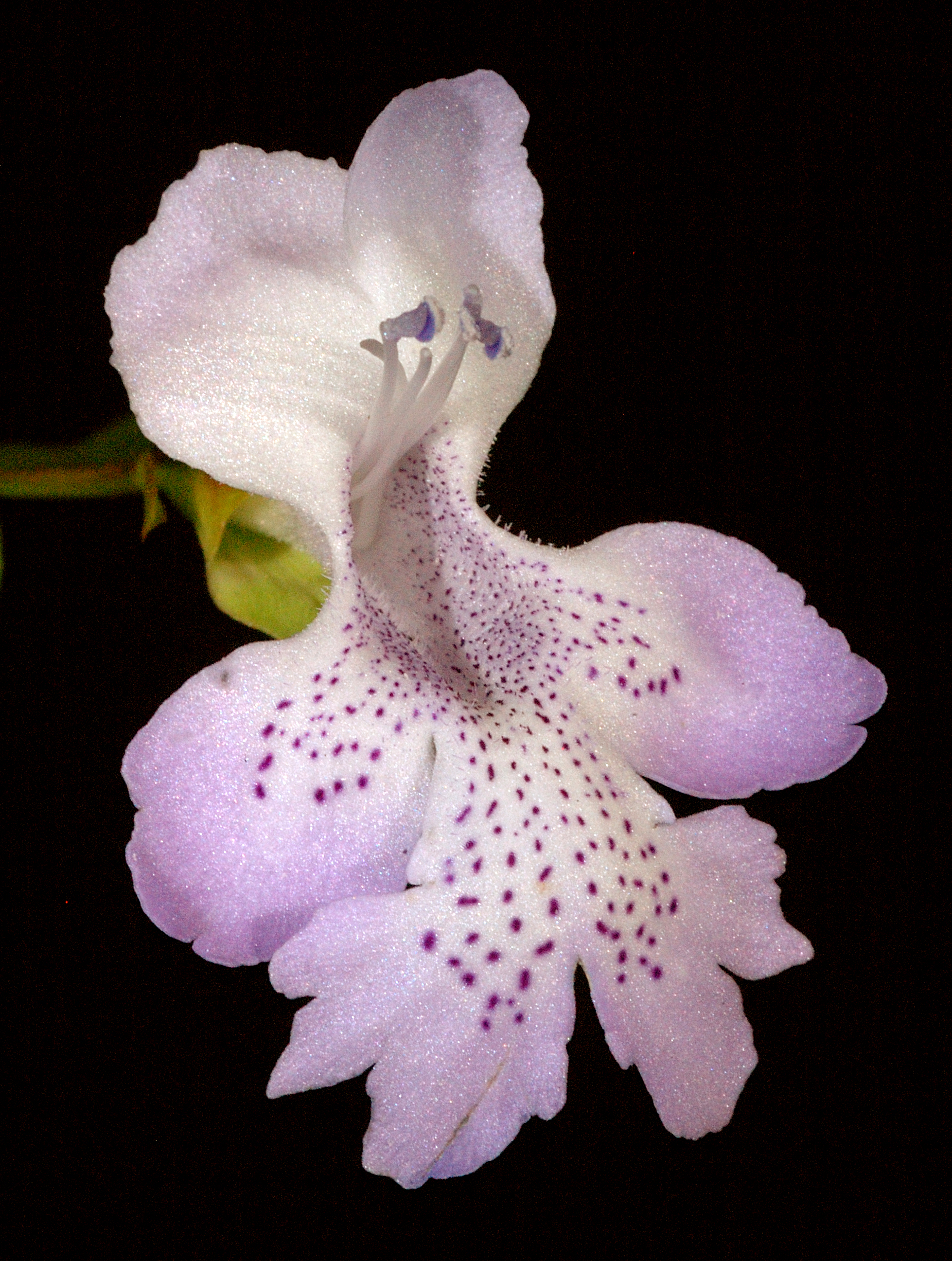
Hemiandra pungens
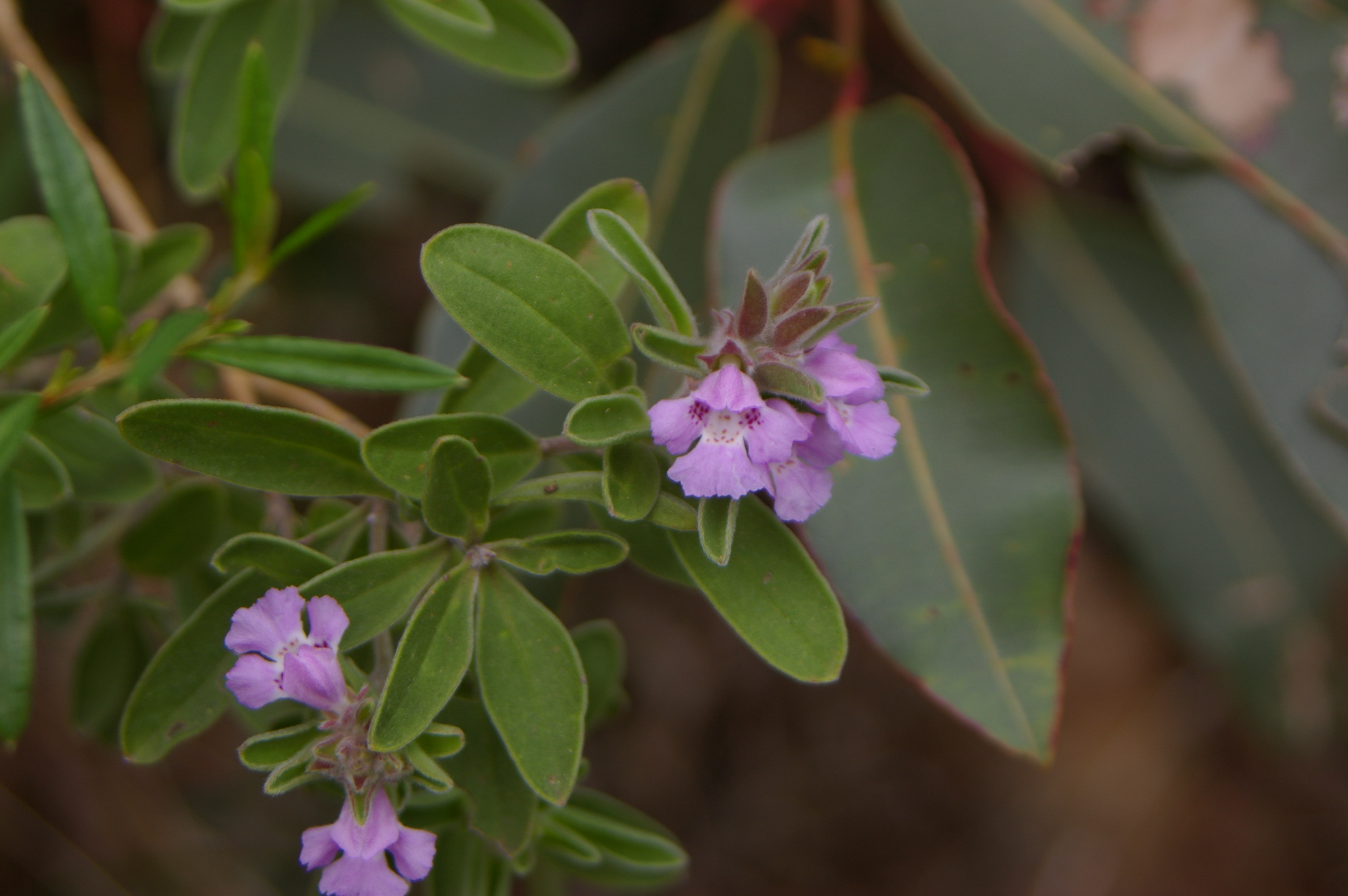
Hemigenia incana
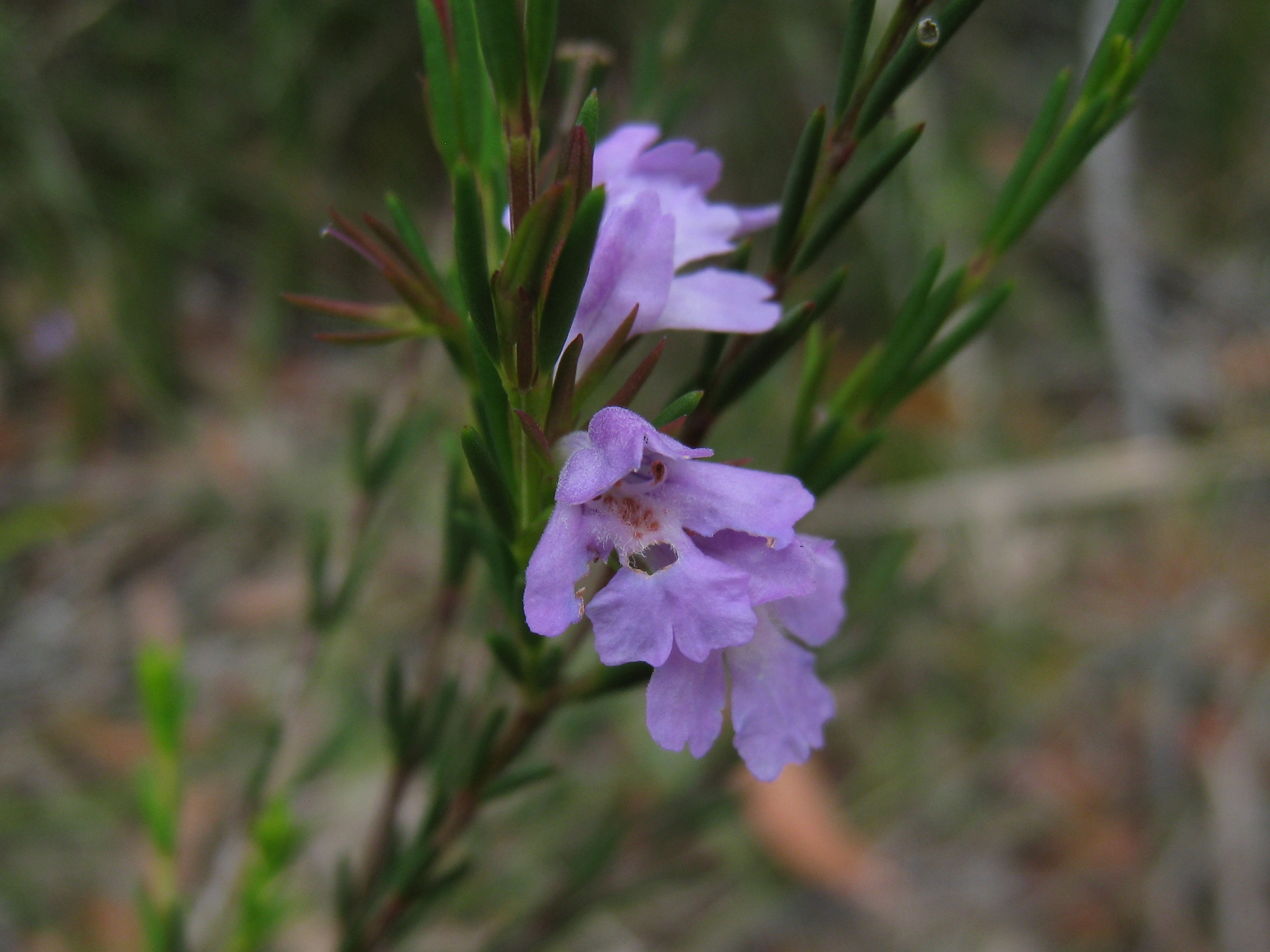
Hemigenia purpurea
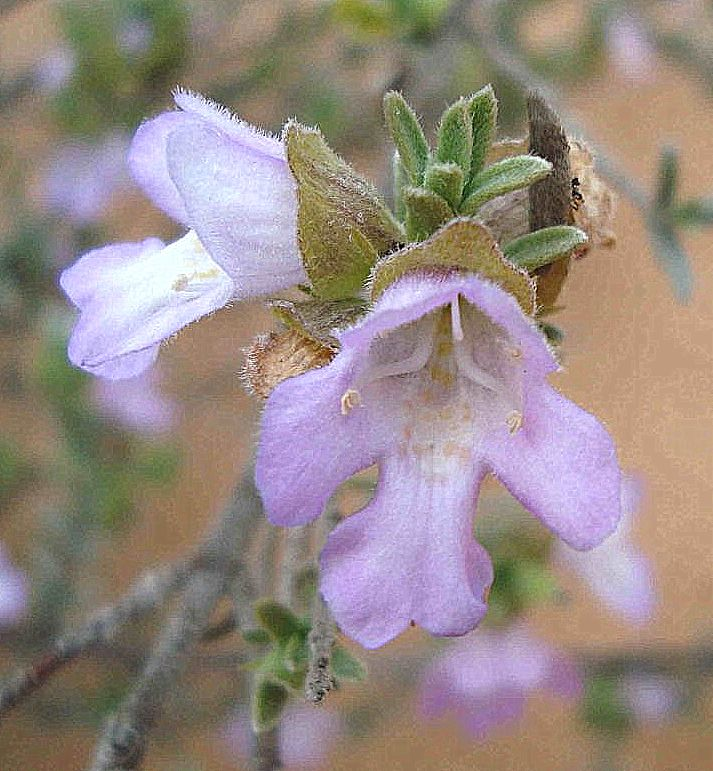
Prostanthera ammophila
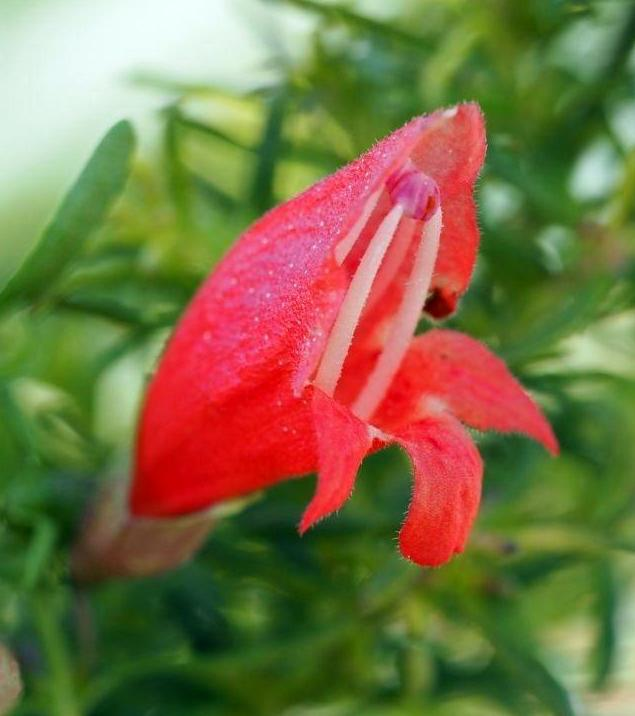
Prostanthera aspalathoides
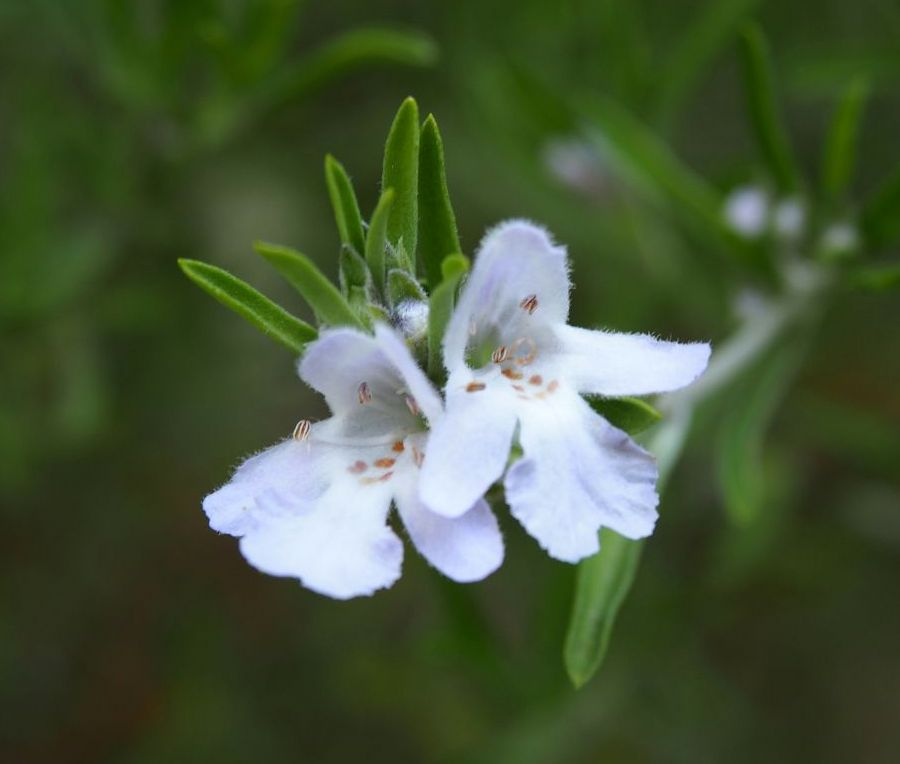
Prostanthera behriana
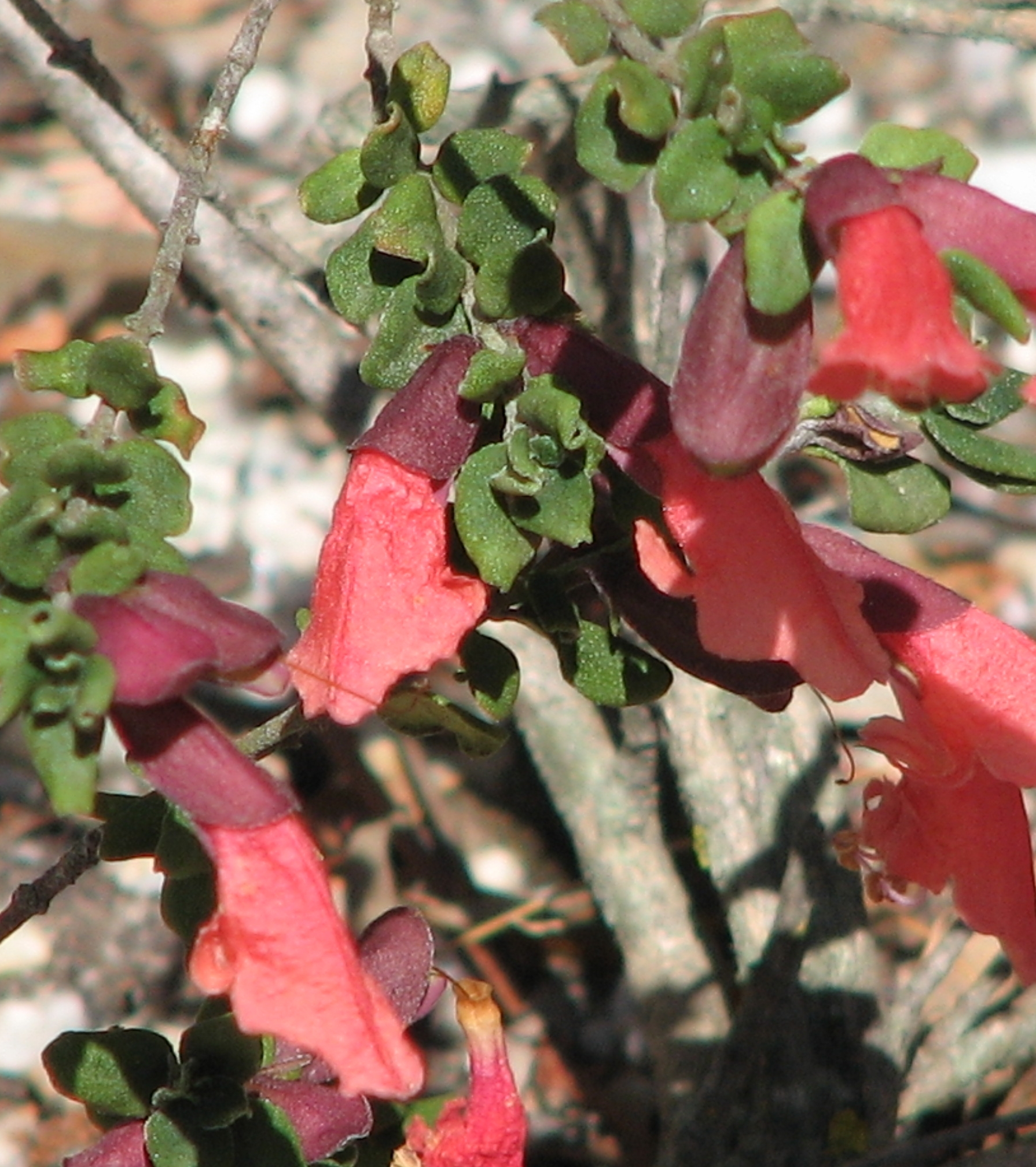
Prostanthera calycina
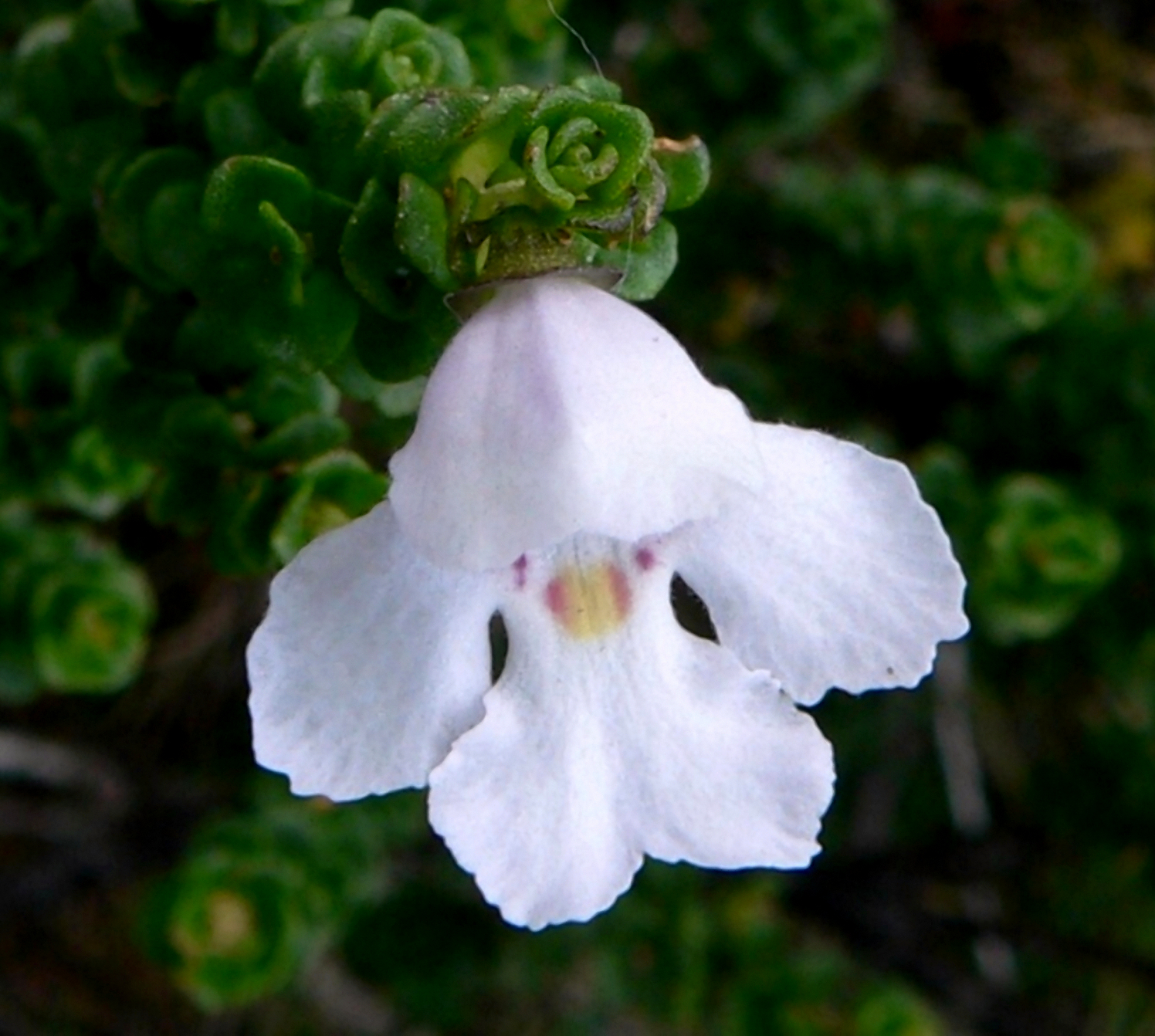
Prostanthera cuneata
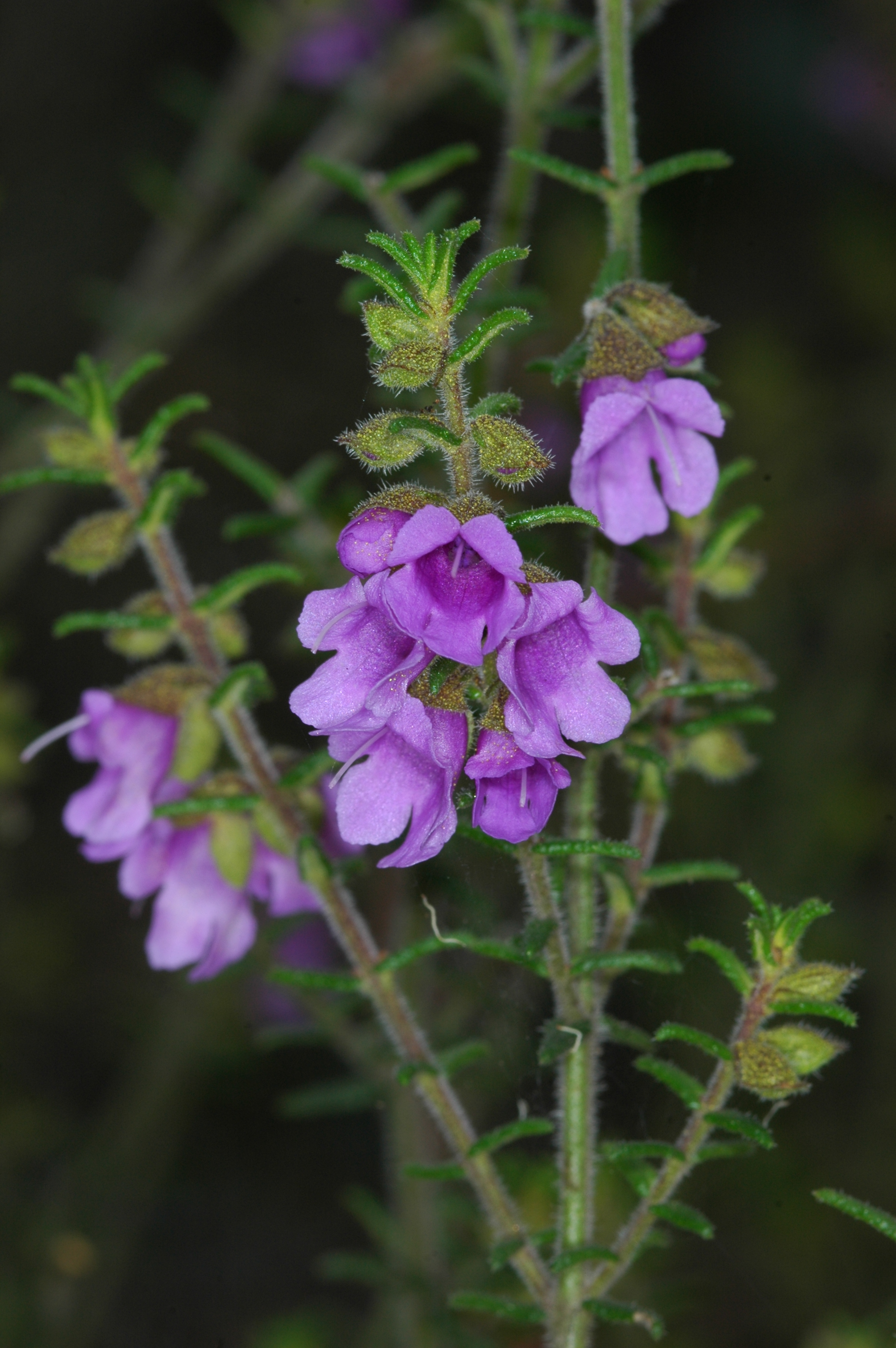
Prostanthera decussata
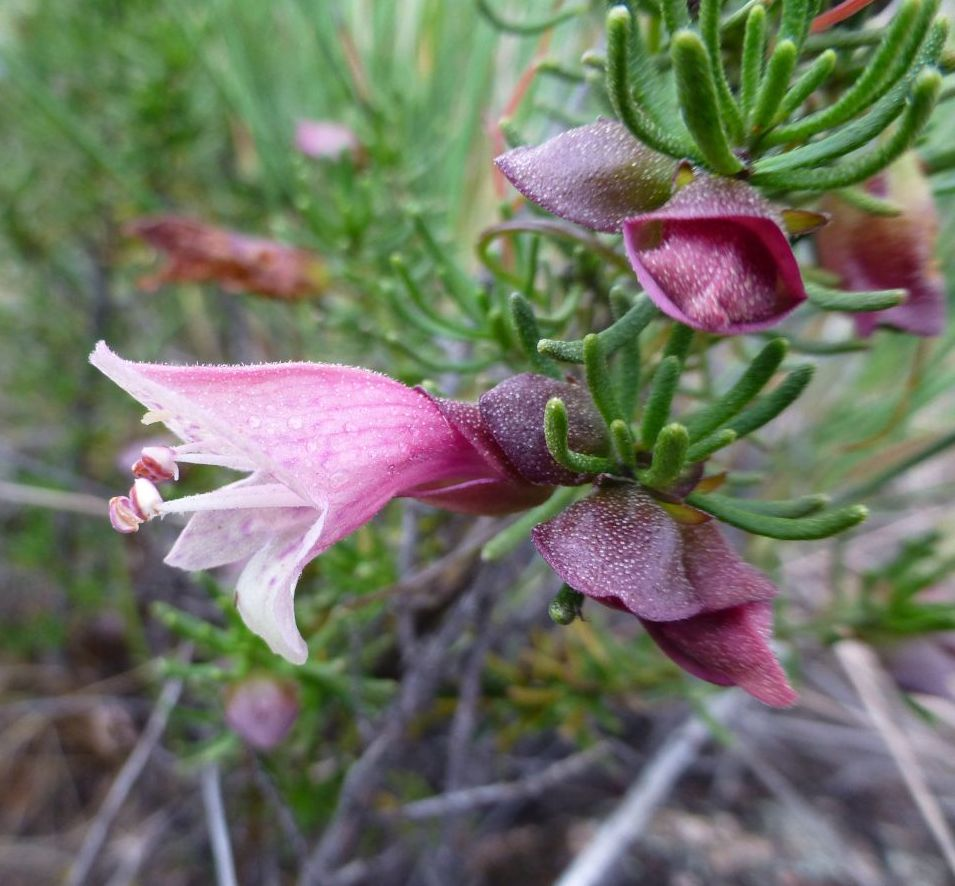
Prostanthera florifera
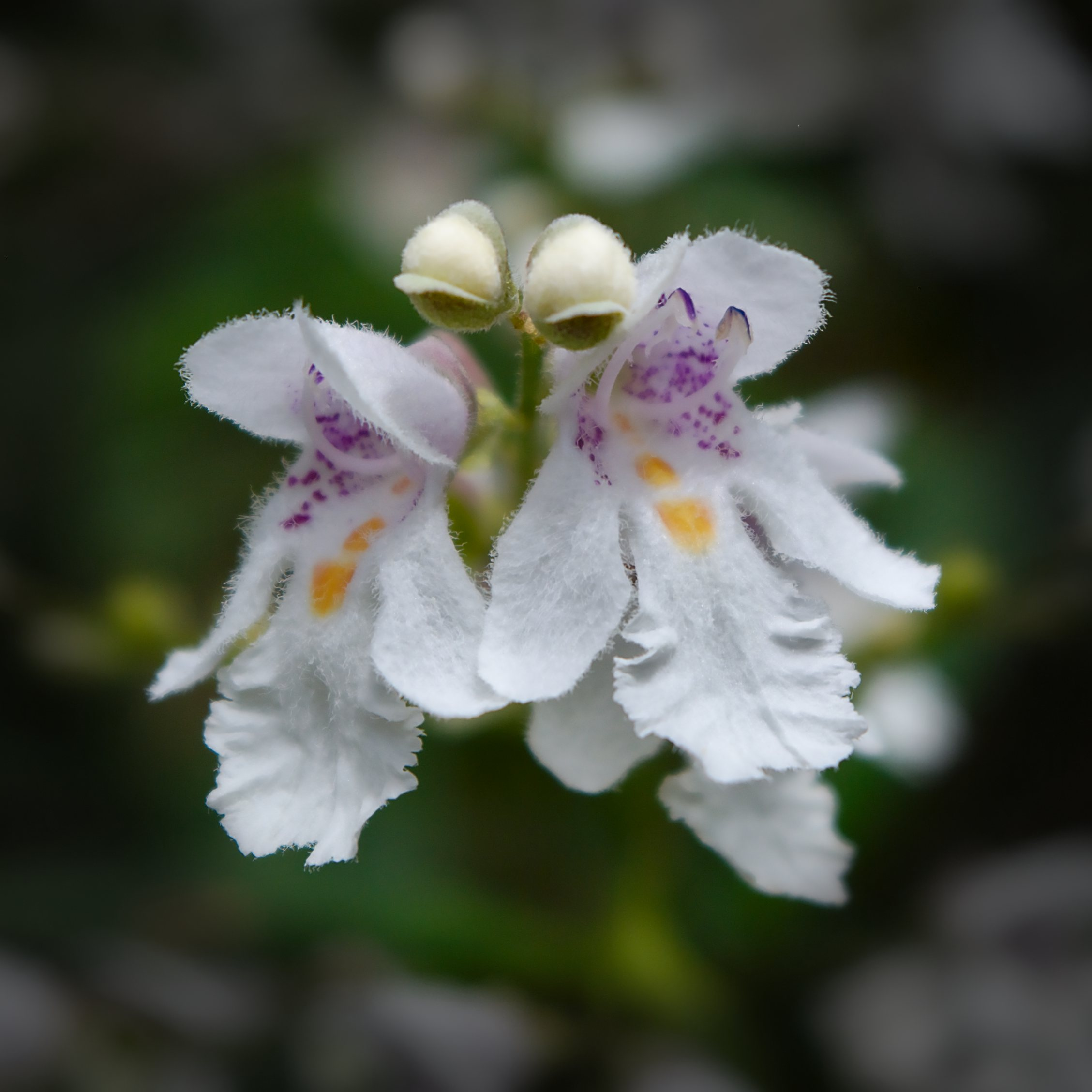
Prostanthera lasianthos
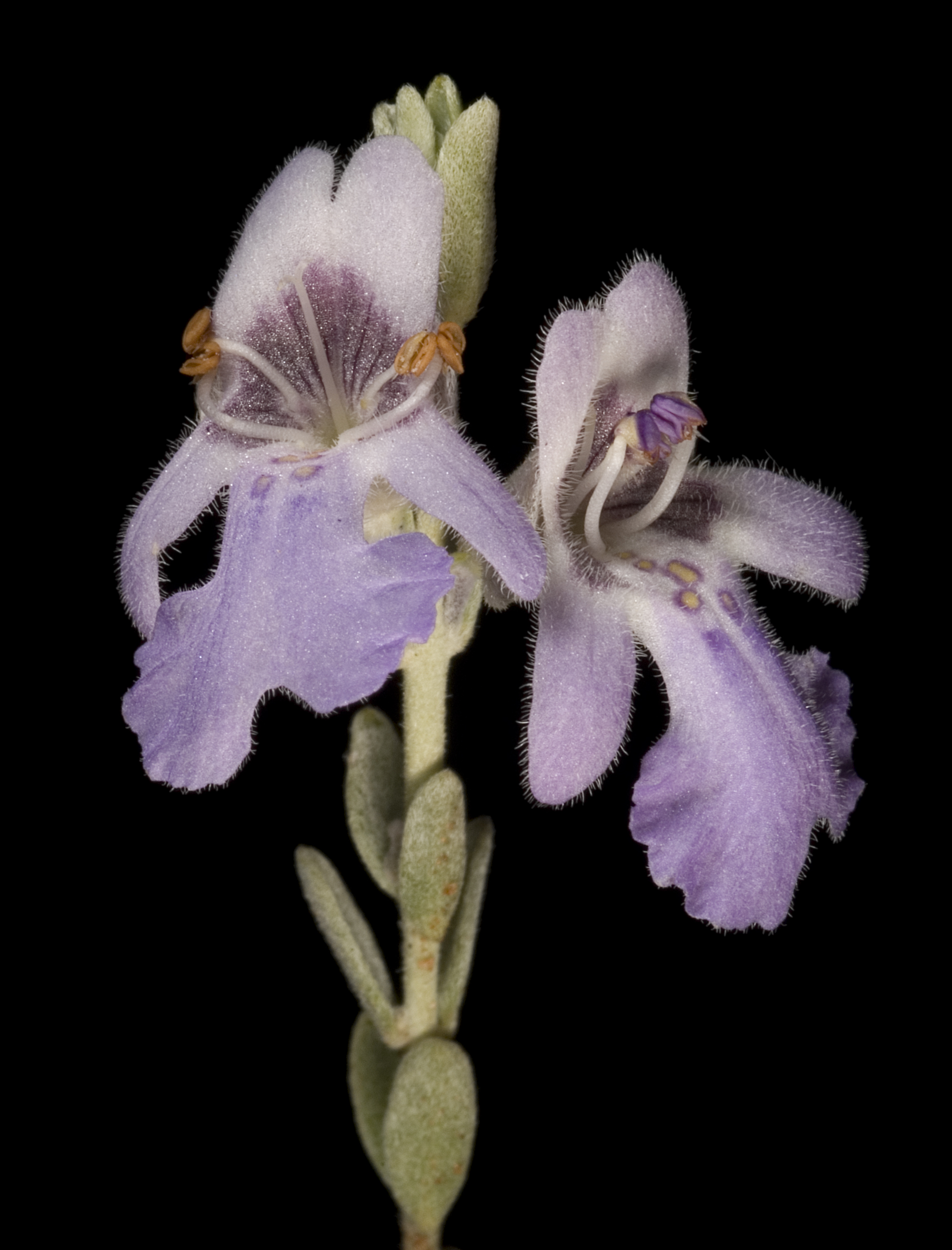
Prostanthera wilkieana
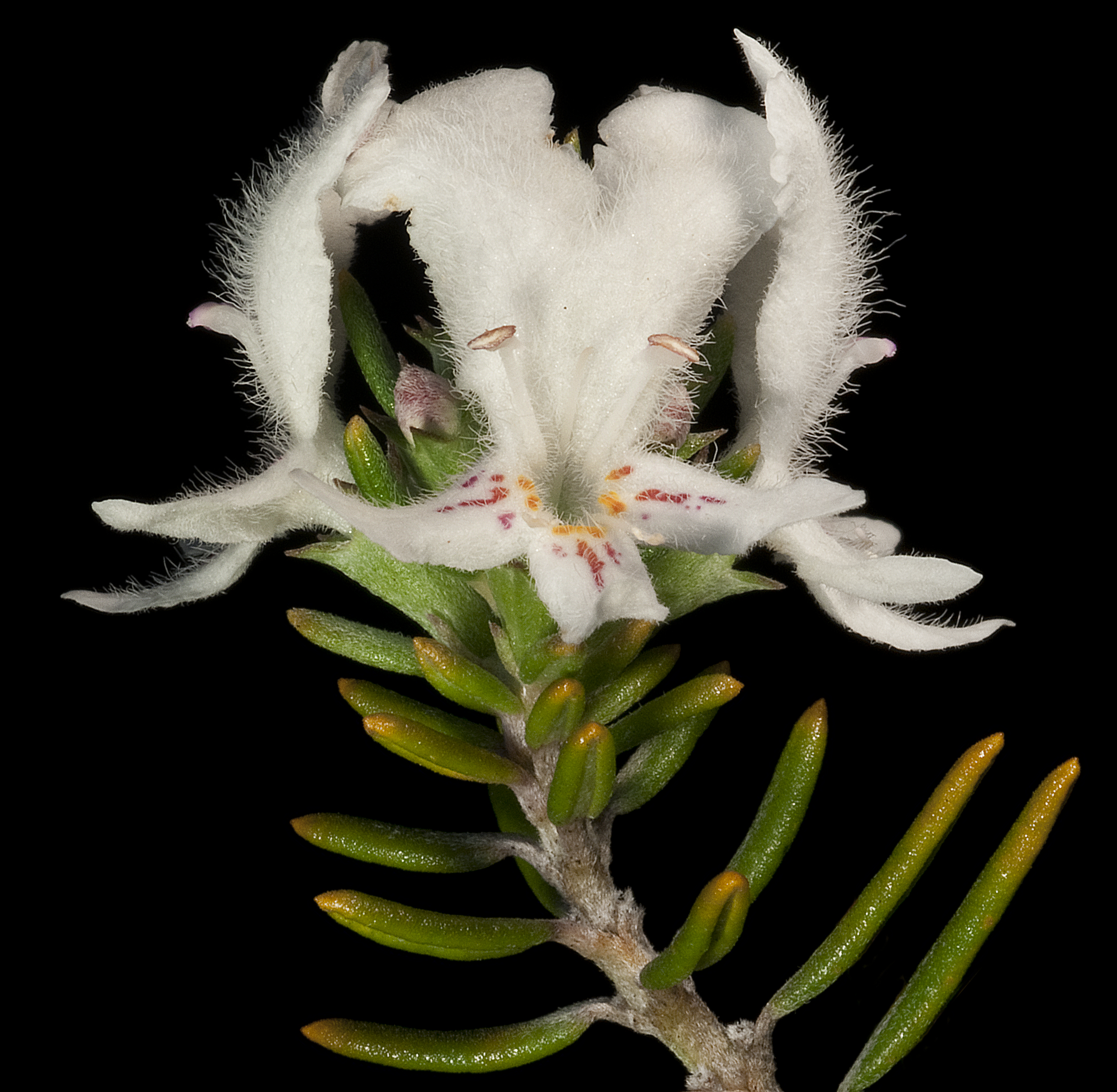
Westringia dampieri
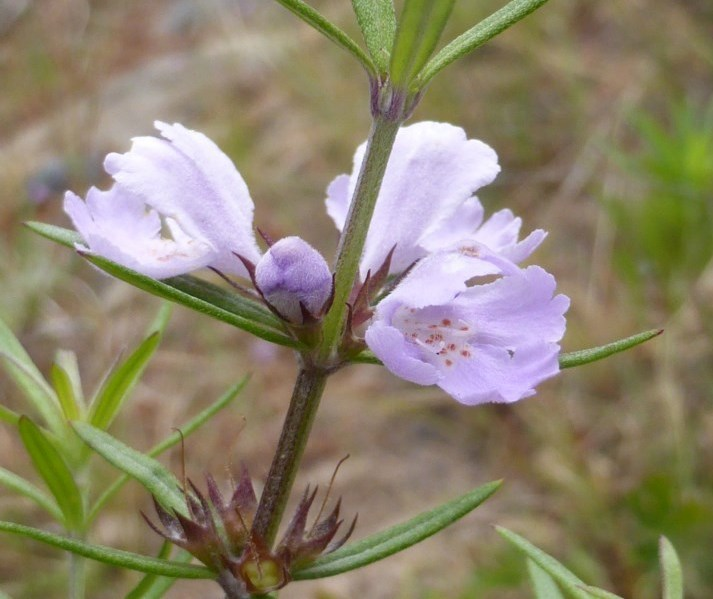
Westringia eremicola
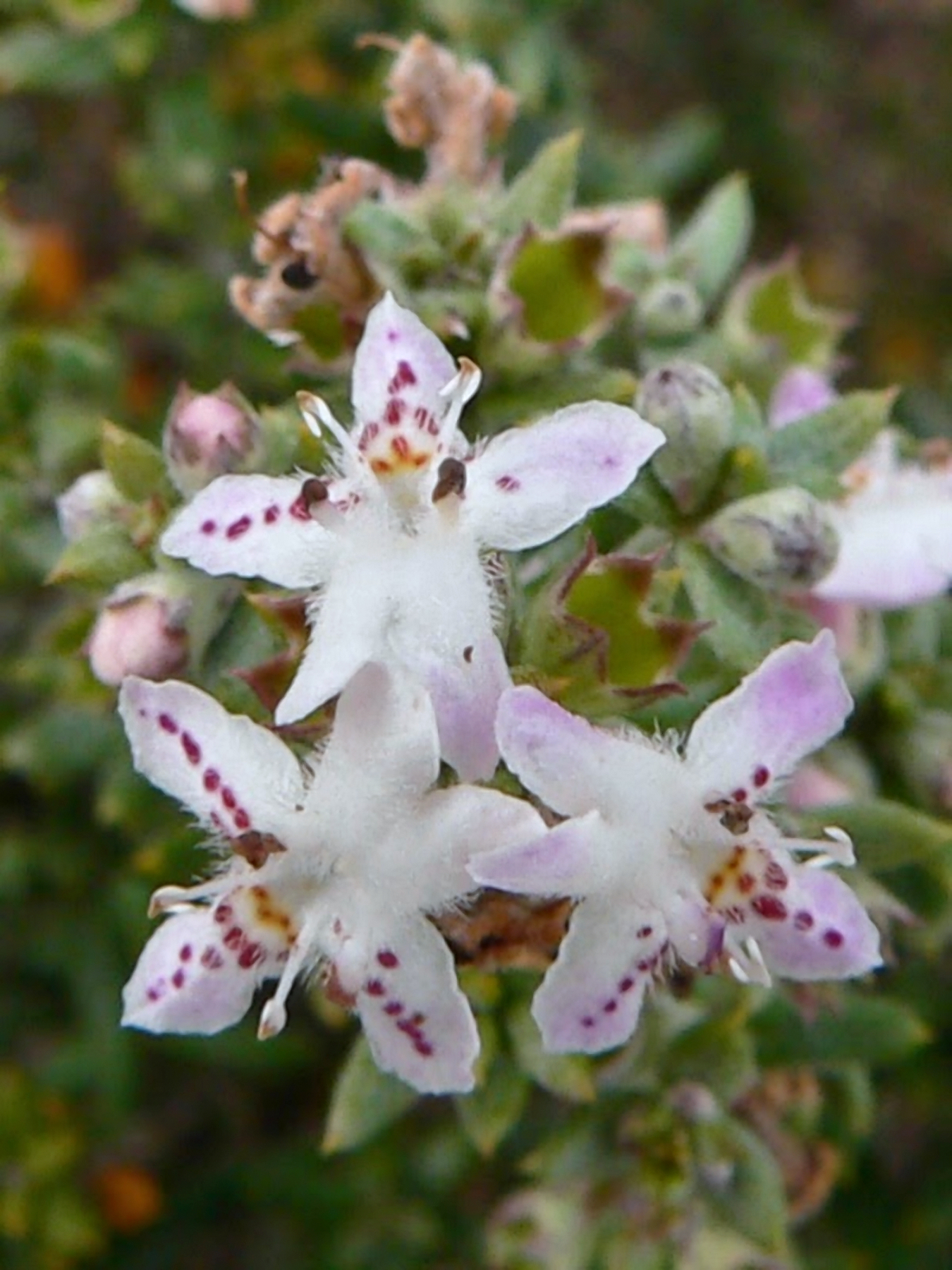
Westringia rigida